# ジェームズ・アール・カーター・シニア
ジェームズ・アール・カーター・シニア（英語：James Earl Carter, Sr.、1894年9月12日 - 1953年7月23日）は、アメリカ合衆国の政治家、農家。元アメリカ合衆国大統領ジミー・カーターの父である。

## 略歴
1894年9月12日にジョージア州アーリントンに誕生する。リバーサイド陸軍士官学校を卒業し、第一次世界大戦ではアメリカ陸軍需品科中尉を務めた。復員後、プレーンズ中心街で食料品店を開き、1953年にジョージア州下院議員に当選したが、直後に58歳で膵癌で死亡した。なお、妻及び4人の子供のうち3人も膵癌で死亡している。長男ジミーは唯一膵癌にはなっていないが、2010年膵癌と誤認されたことがある。